# Bronisław Jastrzębski (prawnik)
Bronisław Jastrzębski (ur. 1 kwietnia 1927 w Piątkowej) – polski specjalista w zakresie prawa administracyjnego i rolnego, dr hab., Honorowy Obywatel Iławy.
Ukończył studia na Uniwersytecie Adama Mickiewicza w Poznaniu (1959), w 1964 obronił doktorat i został radcą prawnym przy Prezydium Wojewódzkiej Rady Narodowej w Koszalinie. W 1970 przeszedł na Uniwersytet Gdański, jako adiunkt i od 1972 docent prowadził zajęcia z prawa administracyjnego, prawa rolnego i prawa ochrony środowiska. Organizował i od 1981 kierował Katedrą Prawa Rolnego i Ochrony Środowiska.
W 1982 na podstawie oceny ogólnego dorobku naukowego i przedstawionej rozprawy habilitacyjnej pod tytułem Polityka rolna w świetle prawa w Polsce Ludowej uzyskał stopień naukowy doktora habilitowanego nauk prawnych na Wydziale Prawa i Administracji Uniwersytetu Gdańskiego. Był pierwszym dziekanem Wydziału Administracji Szkoły Wyższej im. Pawła Włodkowica w Płocku oraz inicjatorem powstania filii tejże Uczelni w Iławie. W 2016 został uhonorowany tytułem Honorowego Obywatela Iławy.
Był również profesorem w Zakładzie Prawa Ochrony Środowiska na Wydziale Prawa i Administracji Uniwersytetu Warmińsko-Mazurskiego w Olsztynie. Na Wyższej Szkole Pedagogicznej w Olsztynie był od 1993 organizatorem licencjackich studiów z zakresu administracji oraz pierwszym dyrektorem Instytutu Prawa i Samorządu Terytorialnego, który stał się potem podstawą uniwersyteckiego Wydziału Prawa i Administracji.
W 2007 ukazała się księga jubileuszowa prof. Jastrzębskiego pod red. Jarosława Dobkowskiego pt. Problemy współczesnego ustrojoznawstwa. Księga jubileuszowa profesora Bronisława Jastrzębskiego (Wydawnictwo Uniwersytetu Warmińsko-Mazurskiego, Olsztyn, 2007).

## Wybrana bibliografia autorska
- Funkcjonowanie państwa prawa we współczesnej Rzeczypospolitej Polskiej: tekst interdyscyplinarny (Wydawnictwo Adam Marszałek, Toruń, 2017; ISBN 978-83-8019-712-1)
- Funkcjonowanie prezydiów rad narodowych („Książka i Wiedza”, Warszawa, 1965)
- Podstawowe zasady demokratycznego państwa prawa i administracji publicznej: studium prawno-polityczne (Szkoła Wyższa im. Pawła Włodkowica: Wydawnictwo „Novum”, Płock, 1999; ISBN 83-88193-01-5)
- Polityka rolna i prawo rolne w PRL. Cz. 1 (Wydawnictwo Uczelniane Uniwersytetu Gdańskiego, Gdańsk, 1977) wspólnie z Józefem Paliwodą
- Polityka rolna i prawo rolne w PRL. Cz. 2 (Wydawnictwo Uczelniane Uniwersytetu Gdańskiego, Gdańsk, 1978)
- Prawo rolne (Wydawnictwo Uniwersytetu Gdańskiego, Gdański, 1988)
- Problemy demokratycznego państwa prawa: polemiki i dyskusje (Wydawnictwo Adam Marszałek, Toruń, 2016; ISBN 978-83-8019-440-3)
- Ustrojowe zasady demokratycznego państwa prawa: dylematy i mity (Wydawnictwo Uniwersytetu Warmińsko-Mazurskiego, Olsztyn, 2002; ISBN 83-7299-136-7)
- Z teorii i praktyki funkcjonowania administracji publicznej w III RP: (wybór z publikacji i artykułów) (Oficyna Wydawnicza Szkoły Wyższej im. Pawła Włodkowica: Wydawnictwo Naukowe „Novum”, Płock, 2007; ISBN 978-83-60662-58-8)